# Colposcenia tamaricis
Colposcenia tamaricis är en insektsart som först beskrevs av Puton 1871.  Colposcenia tamaricis ingår i släktet Colposcenia och familjen rundbladloppor. Inga underarter finns listade i Catalogue of Life.